# Dmytro Razumkov
Dmytro Oleksandrovyč Razumkov (in ucraino Дмитро Олександрович Разумков?; Berdyčiv, 8 ottobre 1983) è un politico ucraino, presidente della Verchovna Rada, il parlamento ucraino, dal 2019 al 2021.

## Biografia
Figlio di Oleksandr Razumkov, attivista di Komsomol e vicesegretario del Consiglio nazionale per la sicurezza e la difesa dell'Ucraina, e Natalia Kudri, attrice di teatro, Dmytro Razumkov si è laureato all'Università di Kiev con un master in relazioni economiche e internazionali, oltre ad ottenere anche una laurea honoris causa in giurisprudenza presso la National State Tax Service University.
Nel 2006 aderisce al Partito delle Regioni del futuro presidente Viktor Janukovyč. Nel luglio 2007 inizia a lavorare presso il ministero per lo sviluppo delle comunità e dei territori, per poi trasferirsi al gabinetto dei ministri dell'Ucraina. In quello stesso periodo è stato anche assistente del membro del parlamento ucraino Valerija Matjucha, appartenente anche lei al Partito delle Regioni.
Dal 2009 al 2011, Razumkov ha lavorato in posizioni dirigenziali nel settore commerciale. Dal 2013 al 2014 è stato consigliere di Andrij Nikolaenko, capo dell'amministrazione statale regionale dell'Oblast' di Kirovohrad.
Dal 2015 al 2019 è stato l'amministratore delegato del Gruppo "Politconsulting".
Nel 2019 aderisce al partito Servitore del Popolo, fondato dall'attore e comico Volodymyr Zelens'kyj, di cui diventa leader subito dopo la vittoria alle elezioni presidenziali e il successivo insediamento da parte di quest'ultimo nelle vesti di presidente ucraino. Alle elezioni parlamentari di quell'anno il suo partito ottiene il 43,16% dei voti nazionali e 254 seggi suddivisi tra il proporzionale e il maggioritario. 
Il 6 settembre 2019 viene nominato membro del Consiglio nazionale per la sicurezza e la difesa.
Il 10 novembre successivo si dimette da leader di Servitore del Popolo e viene sostituito da Oleksandr Kornienko.
Il 7 ottobre 2021, durante la crisi politica ucraina del 2020-2022, la Verchovna Rada, a causa delle accuse mossegli da Zelens'kyj nella collaborazione con l'imprenditore, considerato oligarca, Rinat Achmetov, ha votato la sfiducia nei confronti di Razumkov per rimuoverlo dall'incarico di presidente del parlamento. Il 15 ottobre successivo il presidente Zelens'kyj ha rimosso Razumkov dal Consiglio di sicurezza e difesa nazionale e lo ha sostituito con Ruslan Stefančuk, suo successore anche come presidente della Verchovna Rada. 
Con il susseguirsi anche di agitazioni nelle fazioni interne al movimento di Zelens'kyj, Razumkov lascia il partito nel novembre di quell'anno e fonda un proprio partito dal nome Politica Intelligente.

## Vita privata
Razumkov vive attualmente a Kiev insieme alla moglie e i due figli.